# Johann Siricius

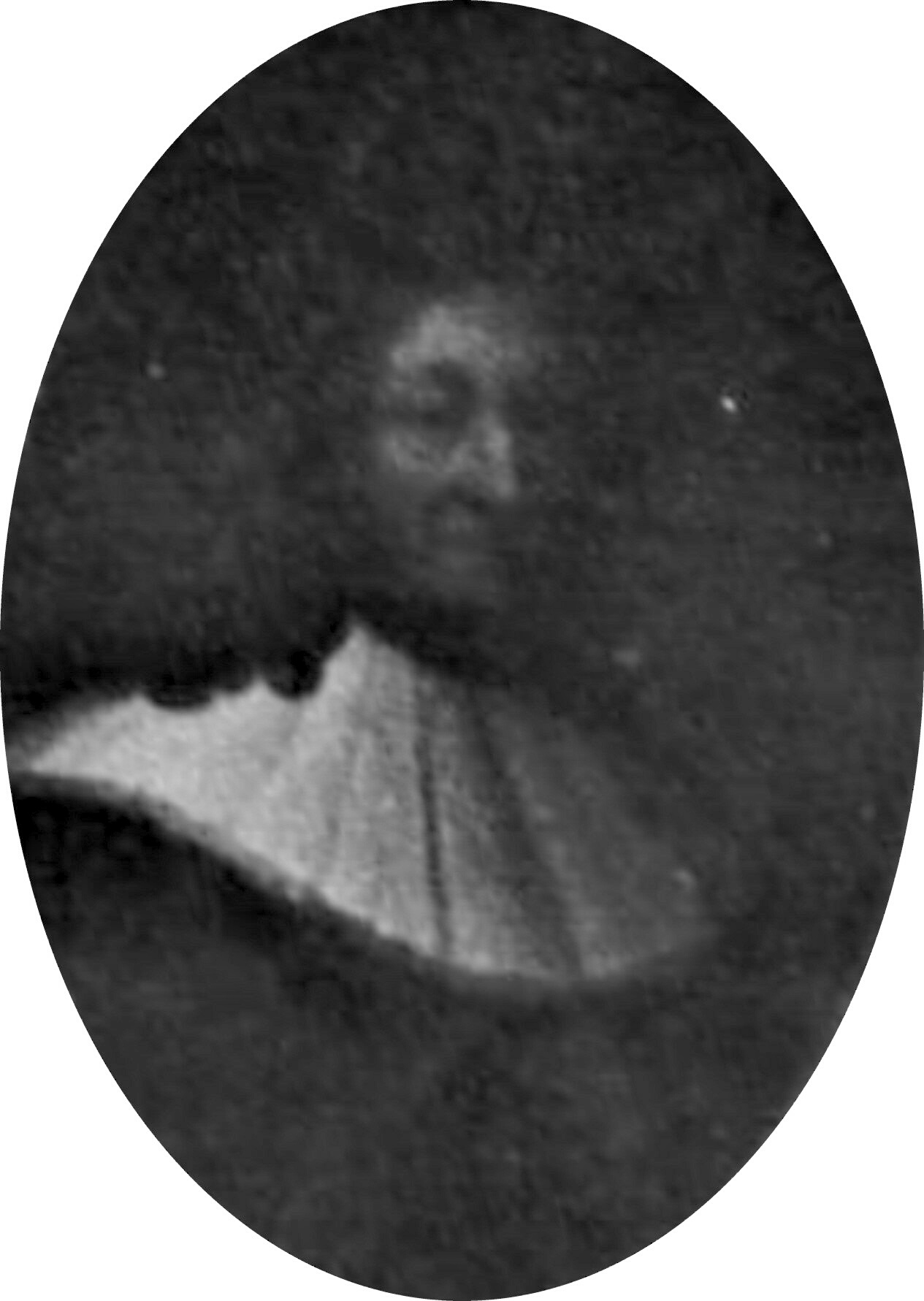
Johann Siricius (Porträt des 1942 vernichteten Epitaphs)

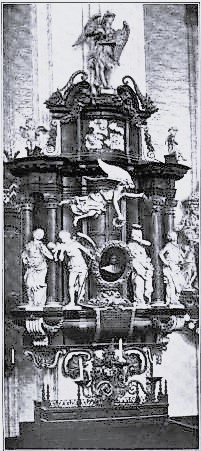
Epitaph für Johann Siricius (1702) in der Marienkirche, 1942 zerstört

Johann Siricius (* 1630 in Lübeck; † 4. Mai 1696 ebenda) war Jurist und Bürgermeister der Hansestadt Lübeck.

## Leben
Johann Siricius wurde als Sohn des Pastors der Lübecker Marienkirche Michael Siricius (1588–1648) geboren. Sein älterer Bruder Michael Siricius war mecklenburgischer Rat und Professor für Theologie in Gießen und Rostock, sein jüngerer Bruder Christoph Siricius wurde nach ihm Ratssekretär in Lübeck.
Das Studium der Rechtswissenschaften an der Universität Rostock schloss er als Lizentiat der Rechte ab. Als Jurist wurde er 1657 als Nachfolger des im Streit entlassenen Johann Melchior Rötlin Sekretär des Hansekontors auf der Bryggen in Bergen. 1668 wurde er als Bergenfahrer in Lübeck Ratssekretär und 1669 Ratsherr. 1677 war er Gesandter in Kopenhagen, um die Freigabe der Lübecker Schiffe zu erreichen, die bei Ausbruch des Schonischen Krieges zwischen Dänemark und Schweden beschlagnahmt worden waren. 1687 wurde er zu einem der Lübecker Bürgermeister bestimmt.
Siricius war von 1672 bis zu seinem Tod Eigentümer des Hauses Königstraße 25. Er war verheiratet mit Anna, geb. Gercken, verwitwete Prüß. Seine Tochter Anna Magdalena heiratete zunächst Franz Bernhard Rodde und dann als Witwe den Kaufmann Berend Schröder. Sie stiftete 1723 den Barockaltar der St. Lorenz-Kirche in Travemünde.
Nach seinem Tod erhielt er 1702 ein Epitaph in der Marienkirche gegenüber der Kanzel, das 1942 beim Luftangriff auf Lübeck zerstört wurde.